# Pavel Šubin
Pavel Šubin (rusky: Павел Шубин; * asi 2004 Rusko) je ruský horolezec a reprezentant v ledolezení, finalista mezinárodních závodů.
O deset let dříve se mezinárodních závodů v ledolezení účastnila také ruská horolezkyně Naděžda Šubinová, vítězka světového poháru.

## Výkony a ocenění
- 2022: bronzová medaile z mistrovství Evropy

### Závodní výsledky
| Mistrovství světa | Mistrovství světa |
| Rok               | 2022              |
| ----------------- | ----------------- |
| Rychlost          | 4                 |

| Mistrovství Evropy | Mistrovství Evropy | Mistrovství Evropy |
| Rok                | 2021               | 2022               |
| ------------------ | ------------------ | ------------------ |
| Obtížnost          |                    | 20                 |
| Rychlost           | 4                  | 3                  |

* poznámka: ME 2023 se neúčastnili ruští závodníci